# Пайк-плейс-маркет
Пайк-плейс-маркет (англ. Pike Place Market) — общественный рынок, находящийся на побережье тихоокеанского залива Эллиот в Сиэтле, штат Вашингтон, США. Открыт 17 августа 1907 года (один из старейших рынков в континентальной части США). Рынок Пайк-плейс является самым популярным туристическим направлением в Сиэтле.
Пайк-плейс-маркет — рынок морепродуктов, сельхозпродукции мелких фермеров и ремесленников. Также выступает в роли своеобразной сцены для уличных актёров, клоунов и певцов, что, по-видимому, и является причиной его большой популярности у туристов со всего мира.
Пайк-маркет находится в даунтауне Сиэтла и занимает площадь в 9 акров. Своё название рынок получил благодаря одноимённой улице, в начале которой расположен — Пайк-плейс (Pike place). В среднем за год Пайк-плейс-маркет посещают около 10 миллионов человек.
Пайк-плейс-маркет построен на склоне холма и представляет собой комплексное многоэтажное (6 этажей в главном строении) здание. На верхнем уровне, выходящем в город, располагаются магазины морепродуктов, лавки ремесленников, книжные и прочие ларьки. Тут же нашли себе пристанище и большинство уличных музыкантов. На нижних ярусах преобладают продавцы антиквариата, комиксов и сувениров. Там же находится большое количество мелких ресторанов и закусочных. Между ярусами можно перемещаться на лифте или же по ступенькам, с которых открывается замечательный вид на залив.
Около рынка расположен Маркет-театр, чья обклеенная жевательными резинками стена стала местной туристической достопримечательностью.

## Местоположение

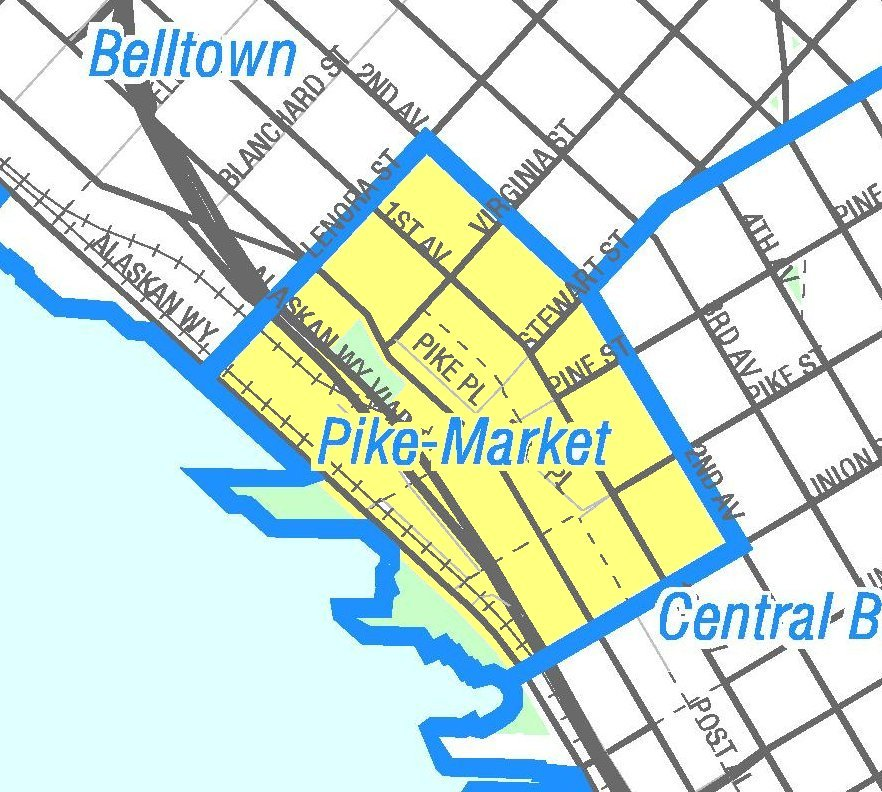
Район «Пайк-Маркет», представленный в Атласе районов Сиэтла, подготовленном городским клерком. Жирная линия на карте с надписью «Alaskan Way Viaduct» была частью Washington State Route 99 (SR-99) до того, как виадук был снесён в 2019 году.

Рынок расположен примерно в северо-западном углу центрального делового района Сиэтла. К северу от него находится Беллтаун. На юго-западе — центральная набережная и залив Эллиотт. Границы расположены по диагоналям компаса, поскольку сетка улиц примерно параллельна береговой линии залива Эллиотт.
Как это часто бывает с районами и округами Сиэтла, разные люди и организации проводят разные границы рынка. Атлас карт районов городского клерка даёт одно из самых широких определений, определяя район «Пайк-маркет», простирающийся от Юнион-стрит на северо-запад до Вирджиния-стрит и от набережной на северо-восток до Второй авеню. Несмотря на то, что это определение исходит из офиса городского клерка, оно не имеет особого официального статуса.
Исторический район «Пайк-плейс паблик маркет», включённый в Национальный реестр исторических мест США, ограничен Первой авеню, Вирджиния-стрит, Западной авеню и стеной здания, расположенной примерно на полпути между улицами Юнион и Пайк и идущей параллельно этим улицам.
В качестве среднего варианта между этими двумя определениями, официальный исторический район Пайк-плейс-маркет (англ. Pike Place Market Historical District) площадью 7 акров (28 000 м2), созданный Департаментом по делам кварталов Сиэтла, включает в себя признанный на федеральном уровне исторический район Пайк-Плейс и несколько меньший участок земли между Вестерн-авеню и шоссе штата Вашингтон 99, со стороны рынка в сторону залива Эллиотт.
В какой-то степени эти различные определения рыночного района являются результатом борьбы между сторонниками мер защиты исторического наследия и застройщиками. В соответствии с Национальным законом о сохранении исторических памятников 1966 года был создан Вашингтонский консультативный совет по сохранению исторических памятников. В конце 1960-х годов архитектор Виктор Штайнбрюк убедил Консультативный совет рекомендовать выделить 17 акров (69 000 м2) в качестве исторического района. Под давлением застройщиков и «сиэтлского истеблишмента» вскоре эта площадь была сокращена до десятой части от указанной. Современные определения текущих исторических районов находятся между этими крайностями.

## Публикации
- Shenk, Carol; Pollack, Laurie; Dornfeld, Ernie; Frantilla, Anne; Neman, Chris. About neighborhood maps (англ.) // Seattle City Clerk's Office Neighborhood Map Atlas. — Office of the Seattle City Clerk, Information Services, 2002.